# 乔瓦尼·佩泰内拉
乔瓦尼·佩泰内拉（義大利語：Giovanni Pettenella，1943年3月28日—2010年2月19日），意大利男子自行车运动员。他曾代表意大利参加1964年夏季奥林匹克运动会自行车比赛，获得一枚金牌和一枚银牌。